# Padiham
Padiham è un paese di 8.998 abitanti del Lancashire, in Inghilterra.